# Acontia signifera
Acontia signifera là một loài bướm đêm trong họ Noctuidae.